# ارمیچ‌کلا
آرمیچ‌کلا، روستایی است از توابع بخش رودبست شهرستان بابلسر در استان مازندران ایران.ارمیچ‌کلا در مصب رودخانه بابلرود و در کرانه جنوبی دریای خزر و در ۵۲ درجه و ۳۸ دقیقه و ۱۰ ثانیه طول جغرافیایی و ۳۶ درجه و ۳۹ دقیقه و ۱۰ثانیه عرض جغرافیایی قرار دارد.

## جمعیت
این روستا در دهستان پازوار قرار داشته و براساس آخرین سرشماری مرکز آمار ایران که در سال ۱۳۹۰ صورت گرفته، جمعیت آن ۱۰۰۱نفر (۲۴۰خانوار) بوده‌است.

## خصوصیات توریستی
از جاذبه‌های گردشگری ان می‌توان به سقانفار آرمیج‌کلا، سد لاستیکی و ماهیگری اشاره کرد.سقانفار آرمیج‌کلا مربوط به دوره قاجار است و در شهرستان بابلسر، بخش رودبست، دهستان پازوار، روستای آرمیچ‌کلا واقع شده و این اثر در تاریخ ۱۴ اسفند ۱۳۸۵ با شمارهٔ ثبت ۱۷۷۹۰ به‌عنوان یکی از آثار ملی ایران به ثبت رسیده است.